# Falsus procurator
Falsus procurator, latin för "falsk företrädare“, är det juridiska fackbegreppet för en företrädare utan fullmakt. Begreppet härstammar från det romerska rätten. Den som uppträder såsom fullmäktig för annan ansvarar för att han har erforderlig fullmakt och är, om han inte kan styrka att han handlat efter fullmakt, pliktig att ersätta tredje man all skada som denne lider genom att han icke kan göra rättshandlingen gällande mot huvudmannen.